# Örvös rigó
Az örvös rigó (Turdus torquatus) a madarak osztályának verébalakúak (Passeriformes)  rendjébe és a rigófélék (Turdidae) családjába tartozó faj.

## Rendszerezése
A fajt Carl von Linné svéd természettudós írta le 1758-ban.

## Alfajai
- Turdus  torquatus torquatus - Észak- és Nyugat-Európa
- Turdus  torquatus alpestris - nem összefüggő területeken honos az európai magashegységekben (Pireneusok, Alpok, Kárpátok, Dinári-hegység) valamint nyugat-Törökország
- Turdus  torquatus amicorum - közép-Törökországtól Türkmenisztánig és Irán északi része

## Előfordulása
Európa északi, Ázsia keleti részén honos, ősszel délebbre vonul, eljut Észak-Afrikába is. 
Természetes élőhelyei a tűlevelű erdők, mérsékel övi erdők és cserjések. Vonuló faj.

### Kárpát-medencei előfordulása
Magyarországon rendszeres vendég, március-április és október hónapokban.

## Megjelenése
Testhossza 23-24 centiméter, szárnyfesztávolsága 38-42 centiméter, testtömege 90-140 gramm. A hím tollazata a széles félhold alakú fehér mellpánt, illetve örv kivételével fénytelen fekete alapon világos sarló alakú foltokkal; ezeket a világos foltokat a fekete tollak fehér szegése alkotja; az evezők és szárnyfedők szürkésen árnyaltak és barnásszürkével szegélyezettek; a kormánytollak egyszínűen koromfeketék, a két legkülső keskeny finom fehéresszürke szegélyecskével díszített.
|  |  |

## Életmódja
Bogyókat, bogarakat és hernyókat eszik. Veszély esetén jelzéssel figyelmezteti a többi állatot.

## Szaporodása

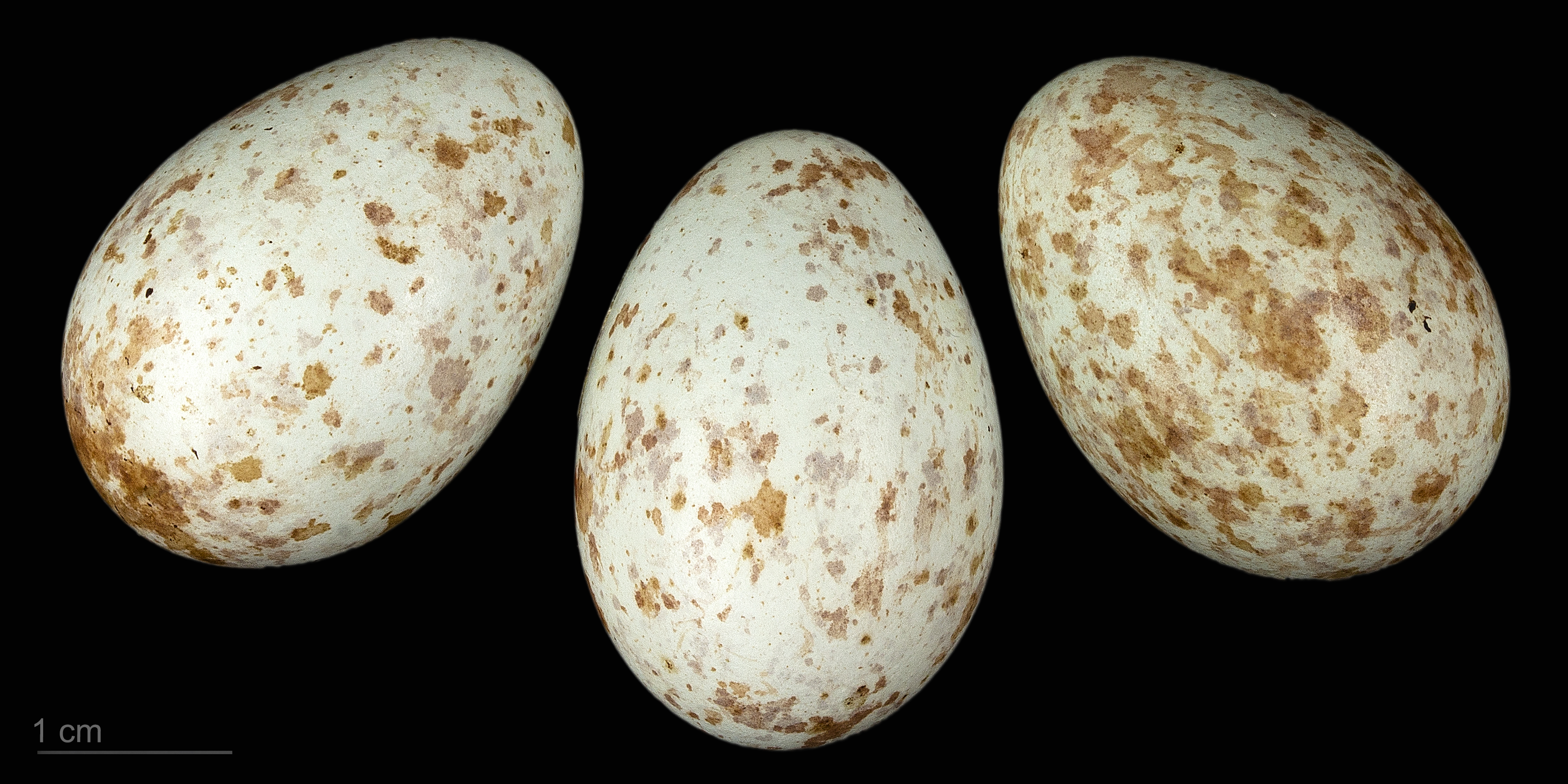
Turdus torquatus alpestris

Általában fára, a fahatár fölött a földre is, száraz növényi anyagokból a tojó készíti a fészket. Fészekalja 3-9 tojásán, 14 napig kotlik. A fiókák még két hétig maradnak a fészekben.

## Természetvédelmi helyzete
Az elterjedési területe rendkívül nagy, egyedszáma pedig stabil. A Természetvédelmi Világszövetség Vörös listáján nem fenyegetett fajként szerepel. Magyarországon védett, természetvédelmi értéke 25 000 forint forint.